# Гончаренко Ігор Миколайович
І́гор Микола́йович Гончаре́нко — полковник медичної служби Збройних сил України.

## З життєпису
Станом на 2012 рік — начальник відділення судинної хірургії клініки хірургії серця та магістральних судин, Військово-медичний клінічний центр Південного регіону.

## Нагороди
За вагомий особистий внесок у захист державного суверенітету та територіальної цілісності України, самовіддане виконання військового обов’язку та високий професіоналізм також відзначений:
- орденом Богдана Хмельницького II ступеня [1]
- орденом Богдана Хмельницького III ступеня [2]